# Říčany (Moravia meridionale)
Říčany (in tedesco Ritschans) è un comune della Repubblica Ceca facente parte del distretto di Brno-venkov, in Moravia Meridionale.